# Трабия
Трабия (итал. Trabia) — коммуна в Италии, располагается в регионе Сицилия, подчиняется административному центру Палермо.
Население составляет 8865 человек (на 2004 г.), плотность населения составляет 410 чел./км². Занимает площадь 20 км². Почтовый индекс — 90019. Телефонный код — 091.
В коммуне особо почитаем животворящий Крест Господень, празднование в последнюю седмицу сентября.